# Frances Elizabeth Tripp
Frances Elizabeth Tripp (1er août 1832 - 26 décembre 1890) est une bryologue, illustratrice botanique, philanthrope et écrivaine britannique. Elle est surtout connue pour son ouvrage en deux volumes British Mosses, Their Homes, Aspects, Structures and Uses, qui est publié pour la première fois en 1868.

## Biographie
Frances Elizabeth Tripp est née le 1er août 1832 et baptisée à St Sidwells, Exeter, Devon. Elle est la fille du révérend Robert Henry Tripp et d'Elizabeth Ann ; ses parents sont cousins germains. Son père est vicaire d'Altarnun en Cornouailles, près de Bodmin Moor. Frances a sept frères et sœurs plus jeunes : cinq frères, le révérend Robert Henry (1835-1904), le révérend George (1837-1896), John Chilcott (1838-1839), Charles Upton (1841-1912), William Blomefield (1843-1919, qui devient ingénieur civil); deux sœurs, Emma Mary (1834-1835) et Emma Mary (la seconde, 1845-1902).
Après avoir hérité d'une somme d'argent considérable de sa grand-mère, Tripp se lance dans la recherche scientifique et dans des causes caritatives. Elle collecte des fonds pour soutenir la cause de l'unification italienne, soutient la Kyrle Society et participe à la création du National Trust. Plus tard dans sa vie, elle s'installe à Londres, où elle meurt le 26 décembre 1890 des suites d'une crise cardiaque.

## British Mosses
L'ouvrage de Tripp, British Mosses, est écrit sous la forme d'un volume scientifique populaire qu'elle illustre également en gravant des plaques de cuivre qui sont ensuite coloriées par Benjamin Fawcett. L'ouvrage connait trois éditions : 1868, 1874 et 1888. Lors de la publication de sa troisième édition, l'ouvrage en deux volumes est décrit dans le Guide de Sotheran comme : « lire, réfléchir, marquer, apprendre et digérer intérieurement ».

## Galerie

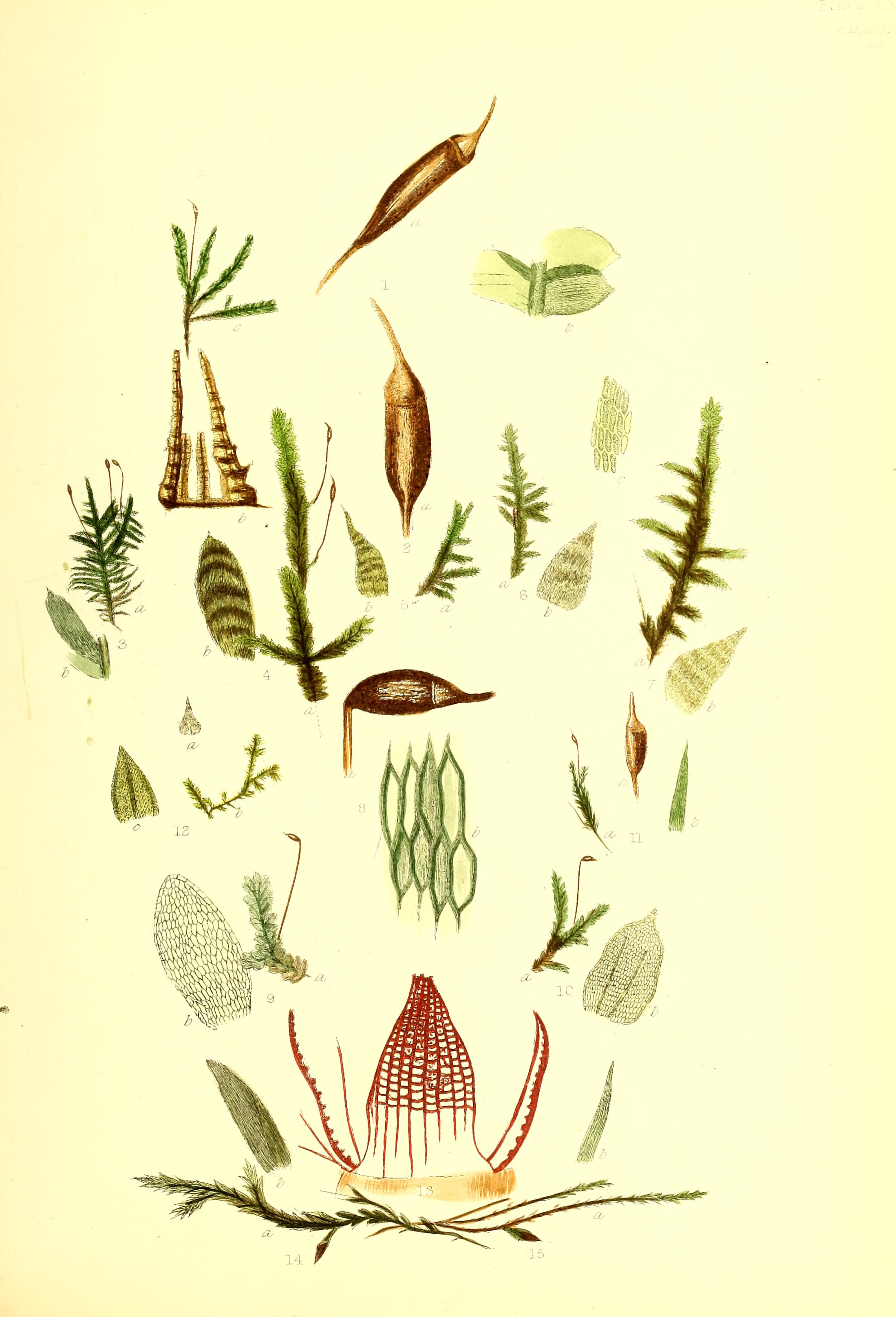
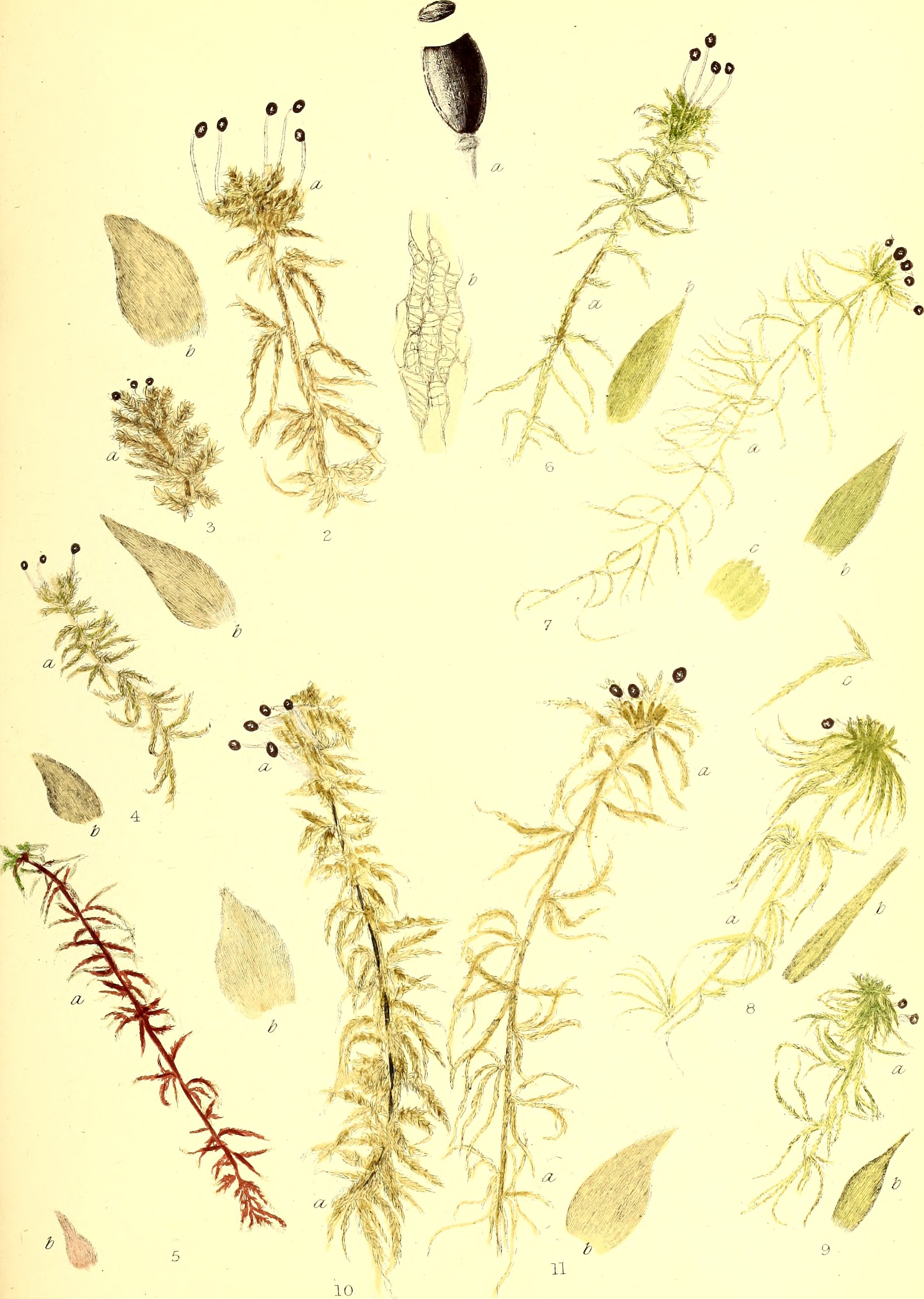
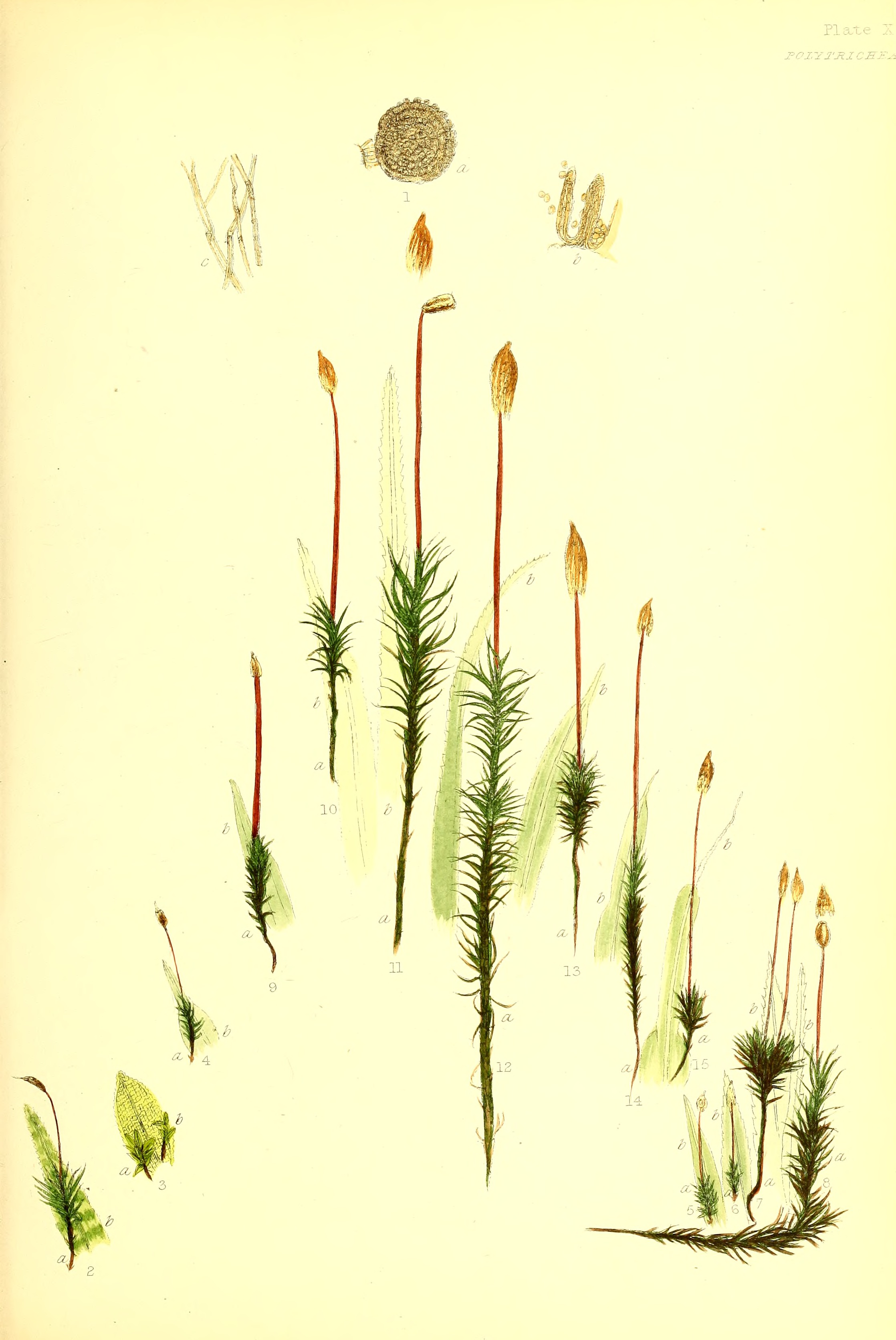
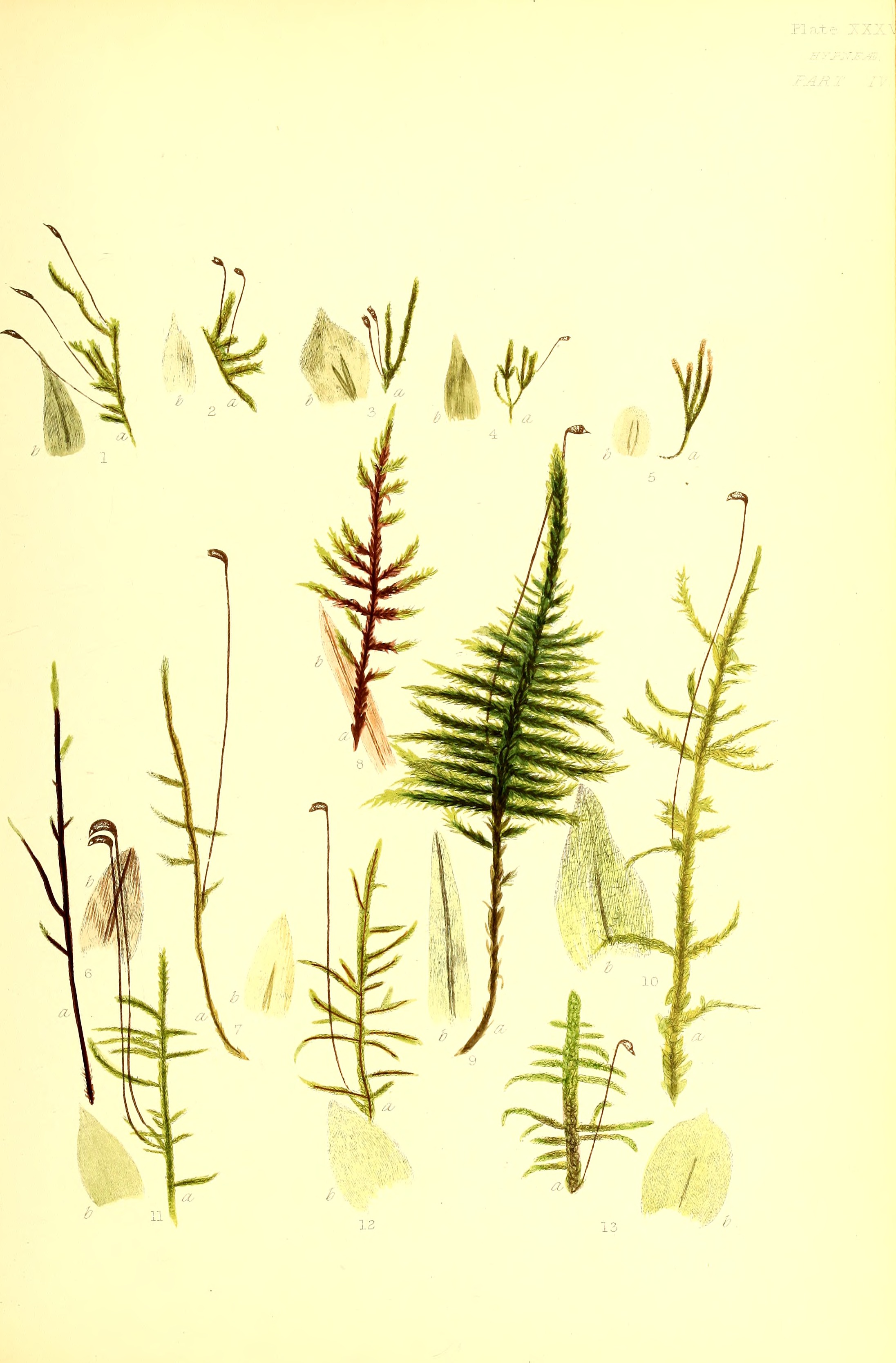
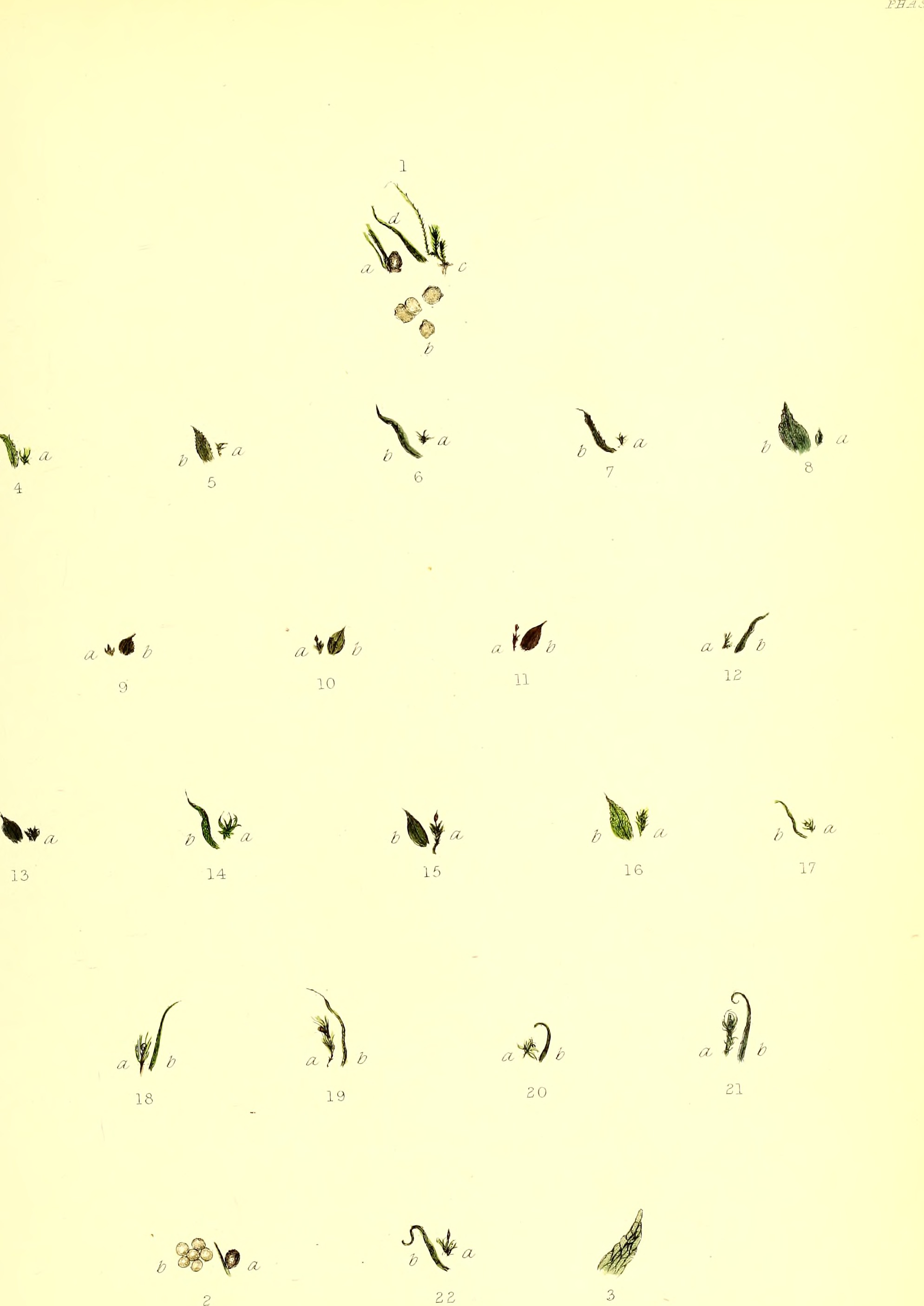

- Couverture, édition 1874